# Dragiša Dinjičić
Dragiša Dinjčić (en serbio: Драгиша Дињичић) fue un noble bosnio, perteneciente a la Casa de Dinjičić, que tenía sus propiedades en las partes orientales del Estado medieval bosnio, en la región de Jadar. Era hijo del župan Dinjica.
Dinjica fue sucedido por Dragiša Dinjčić, probablemente su hijo y es conocido por su activa participación en la conspiración contra el duque Pavle Radinović y su asesinato durante un paseo por el valle de Parena Poljana, entre la corte real de Sutjeska y la ciudad fortaleza de Bobovac, el 24 de agosto de 1415. Tras este suceso, surgió una hostilidad abierta entre la nobleza bosnia. Como esta situación no convenía al sultán Mehmed I, este inició una nueva sesión del stanak a través de sus representantes. Durante el stanak, el rey Ostoja fue culpado de este suceso, así como los Dinjčić, cuyo arresto se ordenó. Al igual que el rey Ostoja, Dragiša escapó y, como hombre del rey Tvrtko II, a menudo aparece en sus cartas entre los primeros testigos.
Dragiša tenía dos hermanos, Pavle y Kovač, y un hijo, Pokrajec, que es mencionado en una carta de Dubrovnik de 1426.